# Выстрел (фильм, 1966)
«Выстрел» — советский фильм-драма 1966 года. Фильм снят по одноименной повести А. С. Пушкина.

## Сюжет
Главный герой фильма — Сильвио (Михаил Козаков), отставной гусар. Его дом открыт для офицеров полка, расквартированного в городке.
Сильвио известен как великолепный стрелок и носит в душе историю мести: много лет назад он, тогда ещё офицер, повздорил с неким графом (Юрий Яковлев) — везунчиком и баловнем судьбы, дело дошло до дуэли. Первым выстрелом граф не попал в противника и вёл себя с оскорбительным равнодушием (он ел черешню в ожидании ответного выстрела), Сильвио же, способный положить пулю в пулю, решил не торопиться с ответом — он ускакал, отложив свой выстрел на много лет, решив посмотреть на то, как поведёт себя граф, если дуэль произойдёт при совсем иных обстоятельствах.

## В ролях
- Михаил Козаков — Сильвио
- Юрий Яковлев — граф
- Олег Табаков — рассказчик, Иван Белкин
- Ариадна Шенгелая — Маша, графиня
- Валерий Бабятинский — прапорщик
- Владлен Давыдов — полковник
- Борис Новиков — Кузька
- Лев Поляков — майор
- Владимир Прокофьев — поручик
- Зинаида Кикина — цыганка
- Валентина Березуцкая — хозяйка
- Валерий Володин — офицер
- Лариса Жуковская — жена польского помещика
- Валериан Квачадзе
- Раиса Конюхова
- Василий Корнуков — станционный смотритель
- Варвара Попова — Кирилловна
- Олег Штода — офицер
- Герман Юшко — офицер
- Лариса Кронберг — графиня (нет в титрах)
- Дмитрий Миргородский — Минский (нет в титрах)

## Съёмочная группа
- Режиссёр-постановщик: Наум Трахтенберг
- Автор сценария: Николай Коварский
- Оператор-постановщик: Семен Шейнин
- Художник-постановщик: Ирина Шретер
- Композитор: Карен Хачатурян